# Si tú te vas (canción de Ximena Sariñana)
«Si tú te vas» es una canción escrita e interpretada de la cantante mexicana Ximena Sariñana, lanzada de su cuarto álbum de estudio ¿Dónde bailarán las niñas? (2019). Fue lanzado como el segundo sencillo oficial del álbum en noviembre del 2018. Actualmente se encuentra disponible por tiendas digitales.

## Lanzamiento
El video musical de la canción salió en YouTube un dia antes del estreno de la canción, obteniendo alrededor de 13 millones de reproducciones. La letra de la canción habla de desamor con un estilo más bailador y movido.

## Lista de canciones
- Descarga digital[6]

1. "Si tú te vas" – 3:09